# Liste der Baudenkmäler in Monheim (Schwaben)

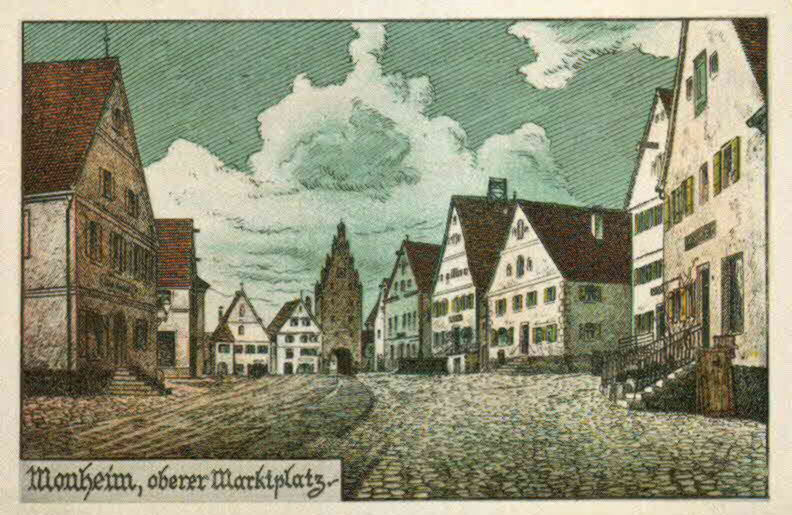
Alte Ansichtskarte: Monheims oberer Marktplatz

Auf dieser Seite sind die Baudenkmäler in der schwäbischen Stadt Monheim zusammengestellt. Diese Tabelle ist eine Teilliste der Liste der Baudenkmäler in Bayern. Grundlage ist die Bayerische Denkmalliste, die auf Basis des Bayerischen Denkmalschutzgesetzes vom 1. Oktober 1973 erstmals erstellt wurde und seither durch das Bayerische Landesamt für Denkmalpflege geführt wird. Die folgenden Angaben ersetzen nicht die rechtsverbindliche Auskunft der Denkmalschutzbehörde.

## Ensembles

### Ensemble Marktplatz
Der mäßig lange und relativ breite, von Süden nach Nordosten in leichter Krümmung verlaufende Marktplatz bildet mit seiner Begrenzung durch das Donauwörther Tor im Süden und das Weißenburger Tor im Norden den Kern der Stadt Monheim und ist ein Ensemble.
Der etwa 240 Meter lange, zwischen die beiden Stadttore eingespannte Teil der Hauptverkehrsader, die bereits im Mittelalter Augsburg mit Nürnberg verband, erweitert sich innerhalb des ehemals ganz ummauerten Bereichs straßenplatzartig und dokumentiert die ursprüngliche Bedeutung dieser Hauptverkehrsachse, Markt- und Handelsstraße. Die Häuser des Marktes stehen nicht nur auf mittelalterlichem Grundriss, sie bergen zum Teil noch einen mittelalterlichen Kern und verweisen im Aufrissbild auf einen kleinstädtisch-gewerblichen Funktionszusammenhang.
Um den vermutlich im 14. Jahrhundert abgesteckten Straßenmarkt hatte sich zu dieser Zeit eine Siedlung entwickelt, in unregelmäßiger Rundform ummauert, ursprünglich entstanden aus einer bayerischen Gründung des 7./8. Jahrhunderts, dann Dorf mit Eigenkloster, der Ort Monheim bis ins 13. Jahrhundert gemeinsamer Besitz dieses Klosters und des Bischofs von Eichstätt, gelegen in der Grafschaft Graisbach. Die Übertragung der Reliquien der Hl. Walburga von Eichstätt nach Monheim rief in dem Ort eine berühmte Wallfahrt hervor und hatte eine Weiterentwicklung des Dorfes an der Straße Donauwörth-Weißenburg zur Folge.

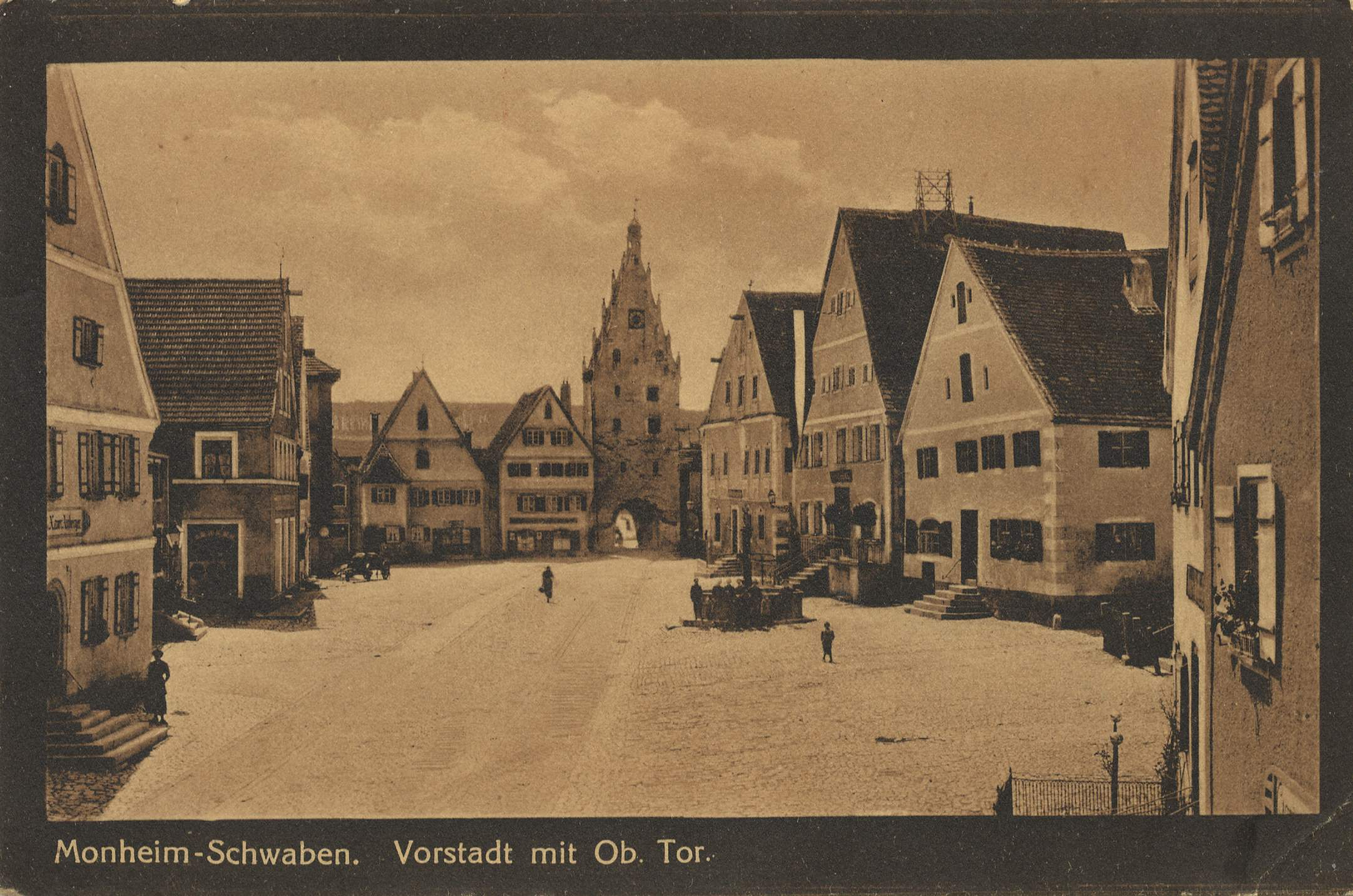
Historische Ortsansicht von Monheim

Um 1330/40 schließlich erhielt Monheim Stadtrecht durch die Grafen von Oettingen, die das eichstättische Lehen erworben hatten. Im Laufe des 14. Jahrhunderts haben Stadtherrschaft und Landeshoheit über Monheim wiederholt gewechselt, 1397 kommt es an die Herzöge von Bayern, 1505 an das damals neugegründete Fürstentum Pfalz-Neuburg, wo es bis 1808 verblieb. 1523 war die Verlegung des Landgerichtssitzes von Schloss Graisbach nach Monheim erfolgt; für den pfalz-neuburgischen Pfleger und Landvogt des Pflegamts Graisbach-Monheim entstand in der Mitte des 16. Jahrhunderts das Schloss am nordöstlichen Ende des Straßenmarktes. Mit der Verlegung des Kastenamtssitzes 1750 ist Monheim endgültig Verwaltungsmittelpunkt des pfalz-neuburgischen Amtes.
Obwohl Monheim heute zum Teil Ackerbürgerstadt ist, sind die Häuser doch meist zweigeschossig mit kleinstädtischem, nicht ländlichem Charakter. Ausschlaggebend dürfte das bis ins späte 18. Jahrhundert umfangreich entwickelte Nadlerhandwerk gewesen sein, ein für die Stadt einträgliches Gewerbe. Der nach Nordosten leicht abfallende und sich verengende Marktplatz ist mit giebelständig zur Straße stehenden Häusern bebaut, wobei sich die Giebelfronten axial der Krümmung anpassen, also nicht gestaffelt, sondern parallel zur Straßenführung verlaufen. Die vorwiegend aus dem 18. Jahrhundert stammenden Bauten sind meist verputzt, vereinzelt ist auch Fachwerk vertreten. Die Bebauung ist relativ geschlossen, aber unregelmäßig infolge unterschiedlicher Giebel- und Stockwerkshöhen, Vor- und Rücksprünge der Fronten. Das nordwestlich stehende Rathaus, ein stattlicher dreigeschossiger Walmdachbau, dominiert über die Bauten mit kleinstädtischem Gepräge. Abschließende Markierungen des Straßenplatzes bilden das südliche Donauwörther Tor mit seinem steilen Giebeldach und das barock übergangene nördliche Weißenburger Tor, das stilistisch dem repräsentativen Schlossbau angeglichen ist, der sich ihm nach Osten hin anschließt.
Aktennummer: E-7-79-186-1

## Stadtbefestigung
| Lage                              | Objekt                        | Beschreibung | Akten-Nr.     | Bild                          |
| --------------------------------- | ----------------------------- | --- | ------------- | ----------------------------- |
| Marktplatz 1 (Standort)           | Oberes oder Donauwörther Tor  | viergeschossiger Bau auf rechteckigem Grundriss mit korbbogiger Durchfahrt, hohem Satteldach und Filialen an den Giebeln, im Kern 15. Jahrhundert, Giebel 16. Jahrhundert; feldseitig ein zweigeschossiger Vorbau mit korbbogiger Durchfahrt und Walmdach, 1. Viertel 19. Jahrhundert | D-7-79-186-14 | Oberes oder Donauwörther Tor  |
| Treuchtlinger Straße 2 (Standort) | Unteres oder Weißenburger Tor | unmittelbar an das Schloss angrenzender und diesem stilistisch angeglichener, dreigeschossiger Bau auf rechteckigem Grundriss mit Eckrustika, korbbogiger Durchfahrt, Krüppelwalmdach und Dachreiter, im Erdgeschoss sichtbares Quadermauerwerk, im Kern 14./15. Jahrhundert, 1806 (bezeichnet) verändert | D-7-79-186-27 | Unteres oder Weißenburger Tor |
| (Standort)                        | Stadtmauer                    | Eine Stadtbefestigung mit zwei Stadttoren, Ringmauer und Graben ist seit Mitte 14. Jahrhundert nachgewiesen; erhalten sind die beiden Stadttore, im Süden das Obere oder Donauwörther Tor (Marktplatz 1) und im Norden das Untere oder Weißenburger Tor (Treuchtlinger Straße 2), von Ringmauer und Graben aber nur noch geringe freistehende Reste der Ummauerung im Osten, im Anschluss an das Untere Tor und im Westen, 14./15. Jahrhundert | D-7-79-186-16 | Stadtmauer                    |

## Baudenkmäler nach Gemeindeteilen

### Monheim
| Lage                                              | Objekt | Beschreibung | Akten-Nr.     | Bild |
| ------------------------------------------------- | --- | --- | ------------- | --- |
| Am Klosterhof 3 (Standort)                        | Ehemaliges Klostergebäude, Rest des 1574 abgebrochenen Benediktinerinnenklosters, jetzt Pfarrzentrum und Jugendheim | spätgotischer zweigeschossiger Satteldachbau mit segmentbogiger Tordurchfahrt, Ecklisenen, Geschossgesimsen, Rundbogenfries unter der Giebelsohle, Aufzugsöffnungen und Kranvorrichtung, frühes 16. Jahrhundert; Ehemaliger Kreuzgangflügel, mit rundbogigen Arkaden auf Pfeilern und Säulen, überbaut und in das ehemalige Klostergebäude integriert, romanisch, 11. Jahrhundert | D-7-79-186-2  | Ehemaliges Klostergebäude, Rest des 1574 abgebrochenen Benediktinerinnenklosters, jetzt Pfarrzentrum und Jugendheim |
| Am Klosterhof 5, 7 (Standort)                     | Doppelwohnhaus | zweigeschossiger Satteldachbau mit Gurtgesims und ornamentalen Putzrahmen um die Fenster des Obergeschosses, 18./19. Jahrhundert, Hauseinteilung im 20. Jahrhundert verändert | D-7-79-186-3  | Doppelwohnhaus |
| Am Petersberg 16 (Standort)                       | Evangelisch-lutherische Kirche St. Peter, ehemals katholische Kapelle St. Peter                                     | Saalbau mit dreiseitigem Chorschluss, oktogonalem Dachreiter über dem Giebel und Figurennische über dem rundbogigen Werksteinportal, 1667 (bezeichnet); mit Ausstattung | D-7-79-186-39 | weitere Bilder |
| Donauwörther Straße 32 (Standort)                 | Aussegnungshalle | spiegelsymmetrisch angelegter Bau mit vorkragendem, im Norden halbrund geschlossenem Mitteltrakt mit Giebelfront und Dachreiter, seitlich ausgreifenden Gebäudeflügeln mit Ecklisenen und Stufenfries am Giebel sowie mit Kreuzsatteldach, Mitte 19. Jahrhundert | D-7-79-186-4  | Aussegnungshalle |
| Kirchstraße 1 (Standort)                          | Wohn- und Geschäftshaus                                                                                             | dreigeschossiger Walmdachbau mit spätklassizistischer Fassadengliederung durch Putzrustika im Erdgeschoss, Ecklisenen, Gurtgesimse und durch Lisenen flankierter Eingangsachse, um 1830 | D-7-79-186-5  | Wohn- und Geschäftshaus                                                                                             |
| Kirchstraße 12 (Standort)                         | Gasthaus | zweigeschossiger Satteldachbau mit einem nach Osten ausgreifenden Walmdachbau, Anbauten im Norden wie Süden sowie einem Fresko der hl. Walburga, im Kern wohl 18. Jahrhundert, mehrfach verändert | D-7-79-186-6  | Gasthaus |
| Kirchstraße 16 (Standort)                         | Katholische Stadtpfarrkirche St. Walburga, ehemals Benediktinerinnenklosterkirche, seit 1530 Pfarrkirche            | spätgotische dreischiffige Hallenkirche mit querschiffartigen Kapellenanbauten im Osten, eingezogenem, dreiseitig geschlossenem Polygonalchor, Turm mit Ecklisenen, Bogenfriesen, Oktogon und Laterne im nördlichen Chorwinkel und Sakristeianbau gegenüber, Außenbau durch Strebepfeiler gegliedert, Giebel der Westfassade und Kapellen mit kleinen Einbuchtungen geschweift, Turmunterbau 3. Viertel 11. Jahrhundert, Neubau von Chor und Schiff um 1500, 1575 Turmerhöhung, 1595 ff. nach Zerstörungen Neueinwölbung durch Hans Hauck nach Plänen von Sigmund Doctor; mit Ausstattung samt Kanzel | D-7-79-186-7  | weitere Bilder |
| Kirchstraße 18 (Standort)                         | Katholisches Pfarrhaus                                                                                              | dreigeschossiger Mansardwalmdachbau mit zweigeschossigem Anbau mit Walmdach, mit Gurt- und profilierten Traufgesimsen, 1806; Hoftor, mit stichbogiger Durchfahrt, wohl 1806 | D-7-79-186-8  | Katholisches Pfarrhaus                                                                                              |
| Kirchstraße 20 (Standort)                         | Wohnhaus | zweigeschossiger Satteldachbau mit profiliertem Trauf- und Giebelsohlegeims, wohl über mittelalterlichem Kern, 18. Jahrhundert | D-7-79-186-9  | Wohnhaus |
| Kirchstraße 22 (Standort)                         | Wohnhaus | zweigeschossiger Satteldachbau, wohl über älterem Kern, 1811 (bezeichnet) erneuert | D-7-79-186-10 | Wohnhaus |
| Kirchstraße 24 (Standort)                         | Ehemals Stadel oder Remise                                                                                          | erdgeschossiger Bau mit Mansardwalmdach mit Stichbogenblenden, wohl ehemals zum Schloss gehörig, frühes 19. Jahrhundert, im 20. Jahrhundert verändert | D-7-79-186-35 | Ehemals Stadel oder Remise                                                                                          |
| Kirchstraße 24, Treuchtlinger Straße 2 (Standort) | Ehemals Schloss | dreigeschossige Zweiflügelanlage mit wenig vorkragendem übergiebelten Mittelrisalit, rustizierten Lisenen und auf Konsolen lastendem Balkon über dem Portal, der Nordflügel mit Hausteinrustika im Erdgeschoss, Gurtgesims und geschweiftem Zwerchgiebel über den ehemaligen Graben hinweggebaut, 1678 (bezeichnet) | D-7-79-186-11 | weitere Bilder |
| Marktplatz 2, 2 a (Standort)                      | Wohn- und Geschäftshaus                                                                                             | dreigeschossiger Satteldachbau, drittes, vorkragendes Geschoss und Giebel mit Aufzugsöffnung und Kranvorrichtung in Fachwerk über massivem Unterbau, Anfang 16. Jahrhundert, nach Süden erweitert | D-7-79-186-15 | Wohn- und Geschäftshaus                                                                                             |
| Marktplatz 4 (Standort)                           | Wohnhaus | zweigeschossiger Satteldachbau mit Fachwerk über massiv gemauertem Erdgeschoss, Aufzugsöffnungen und Kranbalken sowie mit zweigeschossigem Bodenerker, Ende 15. Jahrhundert | D-7-79-186-17 | Wohnhaus |
| Marktplatz 7 (Standort)                           | Schmiedeeisernes Wirtsschild                                                                                        | Anfang 18. Jahrhundert | D-7-79-186-19 | BW |
| Marktplatz 8 (Standort)                           | Wohn- und Geschäftshaus                                                                                             | zweigeschossiger Satteldachbau mit Giebelgesimsen, vielleicht über mittelalterlichem Kern, 18. Jahrhundert | D-7-79-186-20 | Wohn- und Geschäftshaus                                                                                             |
| Marktplatz 9 (Standort)                           | Wohn- und Geschäftshaus                                                                                             | zweigeschossiger Satteldachbau mit rückseitigem Anbau, vielleicht über mittelalterlichem Kern, 18. Jahrhundert | D-7-79-186-21 | Wohn- und Geschäftshaus                                                                                             |
| Marktplatz 11 (Standort)                          | Wohn- und Geschäftshaus                                                                                             | zweigeschossiger Satteldachbau mit reichem Zierfachwerk über massivem Erdgeschoss und rückseitigem Anbau, vielleicht über mittelalterlichem Kern, 18. Jahrhundert | D-7-79-186-22 | Wohn- und Geschäftshaus                                                                                             |
| Marktplatz 14 (Standort)                          | Wohn- und Geschäftshaus                                                                                             | zweigeschossiger Satteldachbau mit rundbogigem Hausteinportal, Gurt-, Trauf- und Giebelgesimsen, vielleicht über mittelalterlichem Kern, 1699 (bezeichnet), Fassade in der 1. Hälfte 19. Jahrhundert erneuert | D-7-79-186-23 | Wohn- und Geschäftshaus                                                                                             |
| Marktplatz 20 (Standort)                          | Wohnhaus | zweigeschossiger Satteldachbau mit Eckpilastern, Schweifgiebel mit Giebelgesimsen und barocker Haustüre, vielleicht über mittelalterlichem Kern, 2. Hälfte 18. Jahrhundert | D-7-79-186-24 | Wohnhaus |
| Marktplatz 21 (Standort)                          | ehemaliges Bürgerhaus                                                                                               | zweigeschossiger giebelständiger Satteldachbau, im Kern um 1465/66 (dendrochronologisch datiert), Wirtschaftsteil vor 1810 rückseitig verlängert | D-7-79-186-84 | ehemaliges Bürgerhaus                                                                                               |
| Marktplatz 23 (Standort)                          | Rathaus, ehemals jüdisches Wohnhaus mit Betraum                                                                     | dreigeschossiger Mansardwalmdachbau mit risalitartig vortretenden Fensterachsen, Gurtgesimsen, Freitreppe und einem durch ein zur Mitte hin ansteigendes Profilgesims und Putzrahmung ausgezeichneten Eingang, ab 1714 errichtet, 1747 zum Rathaus umgenutzt, rückseitig erweitert; mit Ausstattung | D-7-79-186-25 | weitere Bilder |
| Marktplatz 29 (Standort)                          | Ehemals Gasthaus | zweigeschossiger Walmdachbau auf winkligem Grundriss mit verputztem Fachwerk im Obergeschoss und rückseitig ausgreifenden ehemaligen Wirtschaftstrakten, 18. Jahrhundert, im 19./20. Jahrhundert zur Vierflügelanlage erweitert, jüngst rückgebaut | D-7-79-186-26 | Ehemals Gasthaus |
| Nadlergasse 4 (Standort)                          | Ehemaliges Kleinbauernhaus                                                                                          | zweigeschossiger Satteldachbau mit verputztem Fachwerk über massivem Erdgeschoss, 2. Hälfte 18. Jahrhundert, im 20. Jahrhundert Stallteil im Osten angebaut | D-7-79-186-29 | BW |
| Neuburger Straße 100 (Standort)                   | Ehemals Ziegelei, jetzt Gasthaus                                                                                    | eineinhalbgeschossiges Wohnstallhaus mit Fachwerk über massiv gemauertem Erdgeschoss und Satteldach, frühes 19. Jahrhundert | D-7-79-186-61 | BW |
| Raiffeisenstraße 2 (Standort)                     | Ehemaliges Kleinbauernhaus                                                                                          | erdgeschossiger Satteldachbau mit verputztem Fachwerkgiebel, 1. Viertel 19. Jahrhundert; Ehemaliger Stadelteil, Satteldachbau, im Kern 1. Viertel 19. Jahrhundert | D-7-79-186-33 | Ehemaliges Kleinbauernhaus                                                                                          |
| Treuchtlinger Straße 13 (Standort)                | Ehemals Wohnstallhaus                                                                                               | Wohnteil eineinhalbgeschossiges Jurahaus mit verputztem Fachwerk über massivem Erdgeschoss und Flachsatteldach, um 1800, Stallteil wohl erneuert | D-7-79-186-38 | Ehemals Wohnstallhaus                                                                                               |
| Vogtstraße 7, 9 (Standort)                        | Ehemals kurfürstliches Bräuhaus, dann Forstamt                                                                      | zweigeschossiger Satteldachbau, 1710, später im Süden verkürzt und mehrfach verändert; Mauer, Reste des aufgehenden Mauerwerks des südlichen Gebäudeteils, 1710 | D-7-79-186-73 | Ehemals kurfürstliches Bräuhaus, dann Forstamt                                                                      |

### Flotzheim
| Lage                                          | Objekt                                                                      | Beschreibung | Akten-Nr.     | Bild           |
| --------------------------------------------- | --------------------------------------------------------------------------- | --- | ------------- | -------------- |
| Springel, am Nordausgang des Ortes (Standort) | Bildstock                                                                   | rechteckiger Pfeiler mit wenig vorkragendem Gehäuse, Stichbogennische und Satteldach, im Kern wohl 18. Jahrhundert | D-7-79-186-48 | BW             |
| Grießstraße 1 (Standort)                      | Stadel                                                                      | Flachsatteldachbau mit Fachwerk über massivem Bruchsteinmauerwerk und Taubenschlag in Jurabauweise, frühes 19. Jahrhundert | D-7-79-186-41 | BW             |
| Hauptstraße 31 (Standort)                     | Stadel                                                                      | Bruchsteinmauerwerk mit Walmdach, wohl 19. Jahrhundert | D-7-79-186-44 | BW             |
| Hauptstraße 39 (Standort)                     | Katholische Pfarrkirche Mariä Himmelfahrt, ehemals Wehr- und Chorturmkirche | Saalbau mit Rechteckchor im gedrungenen Turm mit hohem Pyramidendach und Sakristeianbau im Osten sowie mit Sonnenuhr (bezeichnet mit 1760), Turm wohl 13. Jahrhundert, nach Zerstörung Erneuerung des Schiffs und Anbau der Sakristei in der 2. Hälfte 17. Jahrhundert, 1724 Turmreparatur und wohl auch Erweiterung nach Westen; mit Ausstattung; Friedhofsmauer, ehemalige Befestigung des Friedhofs, 15./16. Jahrhundert, im Norden im Zuge der Friedhofserweiterung im 20. Jahrhundert erneuert; Schalenturm, halbrund aus der Friedhofsmauer vorkragend, 15./16. Jahrhundert; Ölbergkapelle, Walmdachbau mit Ecklisenen, kräftig profiliertem Traufgesims, Kämpferprofil und stichbogiger Öffnung, wohl 2. Hälfte 19. Jahrhundert; mit Ausstattung; Lourdeskapelle, Walmdachbau mit kräftig profiliertem Traufgesims, Kämpferprofil und stichbogiger Öffnung; wohl 2. Hälfte 19. Jahrhundert; mit Ausstattung | D-7-79-186-45 | weitere Bilder |
| Pfarrer-Frank-Straße 8 (Standort)             | Ehemals katholisches Pfarrhaus                                              | zweigeschossiger Walmdachbau mit Wappenstein über dem Eingang, 1732 (bezeichnet); Gartenmauer, um 1740 | D-7-79-186-47 | weitere Bilder |

### Itzing
| Lage                    | Objekt                               | Beschreibung | Akten-Nr.     | Bild           |
| ----------------------- | ------------------------------------ | --- | ------------- | -------------- |
| Kirchberg 2 (Standort)  | Stadel                               | Flachsatteldachbau mit Fachwerk über massivem Bruchsteinmauerwerk in Jurabauweise, 18. Jahrhundert, überformt und erweitert | D-7-79-186-49 | BW             |
| Kirchberg 10 (Standort) | Katholische Filialkirche St. Michael | Saalbau mit eingezogenem Rechteckchor, turmartigem Dachreiter mit Oktogon und Zwiebelhaube darüber und mit Sakristeianbau östlich des Chors, Neubau an Stelle einer zerstörten Vorgängerkirche, 1713, 1951 Erneuerung des Dachreiters; mit Ausstattung; Friedhofsmauer, 18. Jahrhundert, im Süden und Westen mit der Friedhofserweiterung erneuert | D-7-79-186-50 | weitere Bilder |

### Kölburg
| Lage                    | Objekt                            | Beschreibung | Akten-Nr.     | Bild           |
| ----------------------- | --------------------------------- | --- | ------------- | -------------- |
| Dorfstraße 3 (Standort) | Katholische Kapelle St. Apollonia | Rechteckbau mit halbrundem Schluss und Turm mit Oktogon und Zwiebelhaube im Norden, um 1770, Turmanbau vielleicht 2. Hälfte 20. Jahrhundert; mit Ausstattung | D-7-79-186-54 | weitere Bilder |
| Dorfstraße 9 (Standort) | Bauernhaus                        | eineinhalbgeschossiges Jurahaus mit teils verputztem Fachwerk über massivem Bruchsteinmauerwerk und Flachsatteldach, 2. Viertel 19. Jahrhundert              | D-7-79-186-51 | BW             |

### Kreut
| Lage                | Objekt                             | Beschreibung | Akten-Nr.              | Bild                               |
| ------------------- | ---------------------------------- | --- | ---------------------- | ---------------------------------- |
| Kreut 11 (Standort) | Dreiseithof, ehemals Wohnstallhaus | eineinhalbgeschossiges Jurahaus mit verputztem Fachwerk über massivem Bruchsteinmauerwerk und Flachsatteldach, um 1800 | D-7-79-186-55 Wikidata | Dreiseithof, ehemals Wohnstallhaus |

### Liederberg
| Lage                     | Objekt                                     | Beschreibung | Akten-Nr.     | Bild |
| ------------------------ | ------------------------------------------ | --- | ------------- | ---- |
| Liederberg 14 (Standort) | Katholische Kapelle St. Johann von Nepomuk | Rechteckbau mit halbrundem Schluss und Dachreiter mit Spitzhelm über der Giebelfront, 1780, im 20. Jahrhundert Dachreiter wohl erneuert; mit Ausstattung | D-7-79-186-56 | BW   |

### Rehau
| Lage                    | Objekt                                           | Beschreibung | Akten-Nr.     | Bild           |
| ----------------------- | ------------------------------------------------ | --- | ------------- | -------------- |
| Abtstraße 2 (Standort)  | Stadel                                           | in Jurabauweise mit Fachwerk über massivem Bruchsteinmauerwerk und Flachsatteldach, frühes 19. Jahrhundert | D-7-79-186-57 | Stadel         |
| Abtstraße 17 (Standort) | Katholische Filialkirche St. Johannes der Täufer | Chorturmkirche, Saalbau mit Walmdach, eingezogenem Rechteckchor im gedrungenen Turm mit Satteldach, Sakristeianbau im nördlichen Chorwinkel und profilierten Traufgesimsen, Turmunterbau noch romanisch, wohl 13. Jahrhundert, um 1480 errichtet, nach Teileinsturz Kirche 1695 wieder hergestellt und barockisiert; mit Ausstattung | D-7-79-186-58 | weitere Bilder |

### Ried
| Lage               | Objekt                           | Beschreibung | Akten-Nr.     | Bild           |
| ------------------ | -------------------------------- | --- | ------------- | -------------- |
| Ried 10 (Standort) | Ehemals Wohnstallhaus            | eineinhalbgeschossiges Jurahaus mit verputztem Fachwerk über massivem Erdgeschoss und Flachsatteldach, Anfang 19. Jahrhundert, nach Westen, Norden und Süden erweitert         | D-7-79-186-59 | BW             |
| In Ried (Standort) | Katholische Kapelle St. Kastulus | Saalbau mit halbrunder, wenig eingezogener Apsis und oktogonalem Dachreiter mit Spitzhelm über der Giebelfront, an Stelle eines Vorgängerbaus errichtet, 1739; mit Ausstattung | D-7-79-186-60 | weitere Bilder |

### Rothenberg
| Lage                     | Objekt                    | Beschreibung | Akten-Nr.     | Bild                      |
| ------------------------ | ------------------------- | --- | ------------- | ------------------------- |
| In Rothenberg (Standort) | Katholische Marienkapelle | Rechteckbau mit gedrungenem Turm über dem Eingang, wohl 17. Jahrhundert, Mitte des 19. Jahrhunderts nach Westen verlängert, überarbeitet; mit Ausstattung | D-7-79-186-62 | Katholische Marienkapelle |

### Warching
| Lage                          | Objekt                                                                 | Beschreibung | Akten-Nr.     | Bild           |
| ----------------------------- | ---------------------------------------------------------------------- | --- | ------------- | -------------- |
| Obere Dorfstraße 6 (Standort) | Katholische Filialkirche St. Nikolaus, ehemals gotische Chorturmkirche | Saalbau mit Walmdach, eingezogenem Rechteckchor und östlich anschließendem wuchtigen Turm mit Satteldach und Stichbogenblenden, ehemaliger Chorturm 14./15. Jahrhundert, sonst 1753 neu errichtet; mit Ausstattung | D-7-79-186-64 | weitere Bilder |

### Weilheim
| Lage                        | Objekt                                        | Beschreibung | Akten-Nr.     | Bild                  |
| --------------------------- | --------------------------------------------- | --- | ------------- | --------------------- |
| Bachgasse 7 (Standort)      | Ehemals Wohnstallhaus                         | eineinhalbgeschossiges Jurahaus mit verputztem Fachwerk über massivem Erdgeschoss und Flachsatteldach, Mitte 19. Jahrhundert, im 20. Jahrhundert nach Süden und Westen erweitert                                                            | D-7-79-186-65 | Ehemals Wohnstallhaus |
| Rehauer Straße 4 (Standort) | Katholische Pfarrkirche St. Lucia und Ottilia | Saalbau mit eingezogenem, korbbogig geschlossenem Chor, Satteldachturm mit Portalvorraum im Westen und Sakristeianbau südlich des Chores, Turm frühgotisch, wohl 13. Jahrhundert, 1742 Neubau der Kirche, 1747 konsekriert; mit Ausstattung | D-7-79-186-67 | weitere Bilder        |

### Wittesheim
| Lage                                | Objekt                                                    | Beschreibung | Akten-Nr.     | Bild           |
| ----------------------------------- | --------------------------------------------------------- | --- | ------------- | -------------- |
| Hohe Straße 9 (Standort)            | Ehemals Schule                                            | zweigeschossiger Bau mit Halbwalmdach, flachrisalitartig vorkragenden Fensterachsen im Osten, Ecklisenen, profiliertem Geschoss- und Trauf- wie Giebelgesims, um 1870/80 | D-7-79-186-83 | BW             |
| Langenaltheimer Straße 2 (Standort) | Katholische Pfarrkirche St. Emmeram                       | neuromanischer Saalbau mit eingezogenem, halbrund geschlossenem Chor, im Grundriss leicht kreuzförmig ausgreifenden Nebenräumen am Presbyterium und Turm mit Portalvorhalle und Spitzhelm im Westen, Außenbau gegliedert durch Ecklisenen, Rundbogenfriesen und profilierten Trauf- bzw. Giebelgesimsen, nach Einsturz der alten Kirche 1842 Neubau, 1913 ff. Einwölbung des Chores und Neuausstattung; mit Ausstattung; Friedhofsmauer mit Strebepfeilern, 17./18. Jahrhundert; Friedhofstor, neuromanisch mit rundbogiger Durchfahrt und Rundbogenfries, 1842 | D-7-79-186-68 | weitere Bilder |
| Langenaltheimer Straße 7 (Standort) | Kath. Kalvarienbergkapelle Zur schmerzhaften Muttergottes | rechteckiges Gehäuse mit halbrundem Schluss, profiliertem Traufgesims und Dachreiter über der Giebelfront, 1817, 1978 Dachreiter neu aufgemauert; 14 Kreuzwegstationen, gusseiserne Reliefs mit gerahmtem Profilrahmen und neugotischen Ornamenten, 1881; Kruzifix mit Schächerkreuzen, 1881 | D-7-79-186-72 | weitere Bilder |

## Ehemalige Baudenkmäler
In diesem Abschnitt sind Objekte aufgeführt, die früher einmal in der Denkmalliste eingetragen waren, jetzt aber nicht mehr. Objekte, die in anderem Zusammenhang – also z. B. als Teil eines Baudenkmals – weiter eingetragen sind, sollen hier nicht aufgeführt werden. Aktennummern in diesem Abschnitt sind ehemalige, jetzt nicht mehr gültige Aktennummern.

| Lage                                        | Objekt                                   | Beschreibung | Akten-Nr.     | Bild                               |
| ------------------------------------------- | ---------------------------------------- | --- | ------------- | ---------------------------------- |
| Monheim Lindenstraße 2 (Standort)           | Ehemals Wohnstallhaus                    | Wohnteil eineinhalbgeschossiges Jurahaus mit verputztem Fachwerk über massivem Bruchsteinmauerwerk und Flachsatteldach, Anfang 19. Jahrhundert, stark überformt   | D-7-79-186-12 | BW                                 |
| Monheim Marktplatz 5 (Standort)             | Fresko                                   | Gnadenbild der Maria Hilf, im Kern vielleicht 19. Jahrhundert, 2004 erneuert                                                                                      | D-7-79-186-18 | BW                                 |
| Monheim Neuburger Straße 32 (Standort)      | Zugehöriger Flachdachstadel              | mit übertünchtem Fachwerkteil, 1. Drittel 19. Jahrhundert | D-7-79-186-31 | BW                                 |
| Monheim Treuchtlinger Straße 5 (Standort)   | Ehemaliges Wohnstallhaus                 | Wohnteil erdgeschossig mit Satteldach und barocker Ädikularahmung um ein Giebelfenster, 18. Jahrhundert, stark überformt und Stallteil durch ein Wohnhaus ersetzt | D-7-79-186-37 | BW                                 |
| Flotzheim Badstraße 8 (Standort)            | Hakenhof                                 | Mitterstallbau mit Kniestock-Obergeschoss und Hakenschopf, Anfang 19. Jahrhundert                                                                                 | D-7-79-186-40 | BW                                 |
| Flotzheim Hauptstraße 24 (Standort)         | Zugehöriger querstehender Fachwerkstadel | mit Flachdach, 1. Hälfte 19. Jahrhundert | D-7-79-186-43 | BW                                 |
| Flotzheim Pfarrer-Frank-Straße 1 (Standort) | Zugehöriger Fachwerkstadel               | mit Flachdach und Taubenkobel, 1. Hälfte 19. Jahrhundert | D-7-79-186-46 | BW                                 |
| Kölburg Dorfstraße 12 (Standort)            | Zugehöriger Stadel                       | mit Flachdach, gegen Mitte 19. Jahrhundert | D-7-79-186-53 | BW                                 |
| Kölburg Dorfstraße 13 (Standort)            | Zugehöriger Stadel                       | mit flachem Legschieferdach, Ende 18. Jahrhundert | D-7-79-186-52 | BW                                 |
| Weilheim Rehauer Straße 1 (Standort)        | Zugehöriger kleiner Fachwerkstadel       | mit Legschieferdach, Anfang 19. Jahrhundert | D-7-79-186-66 | Zugehöriger kleiner Fachwerkstadel |
| Wittesheim Bachstraße 2 (Standort)          | Alte Schule                              | Bau mit Ecklisenen und schmalen hohen Fenstern, um 1870/80 | D-7-79-186-71 | BW                                 |
| Wittesheim Bachstraße 12 (Standort)         | Hakenhof                                 | ehemals Wohnteil eineinhalbgeschossiges Jurahaus mit verputztem Fachwerk über massivem Bruchsteinmauerwerk und Flachsatteldach, 1. Drittel 19. Jahrhundert        | D-7-79-186-69 | BW                                 |

## Abgegangene Baudenkmäler
In diesem Abschnitt sind Objekte aufgeführt, die früher einmal in der Denkmalliste eingetragen waren, jetzt aber nicht mehr existieren, z. B. weil sie abgebrochen wurden. Aktennummern in diesem Abschnitt sind ehemalige, jetzt nicht mehr gültige Aktennummern.

| Lage                                | Objekt                     | Beschreibung                                                                                                   | Akten-Nr.     | Bild |
| ----------------------------------- | -------------------------- | --- | ------------- | ---- |
| Monheim Nadlergasse 2 (Standort)    | Ehemaliges Kleinbauernhaus | verputztes Fachwerkobergeschoss, Flachsatteldach, 2. Hälfte 18. Jahrhundert; in baulicher Verbindung mit Nr. 4 | D-7-79-186-28 | BW   |
| Monheim Neuburger Straße (Standort) | Ehemaliges Bauernhaus      | mit Eckquaderung, im Giebel bezeichnet mit 1808; Nebengebäude zurückgesetzt angebaut                           | D-7-79-186-30 | BW   |